# (16144) Korsten
(16144) Korsten (1999 XK144) – planetoida z pasa głównego asteroid okrążająca Słońce w ciągu 5,2 lat w średniej odległości 3 j.a. Odkryta 15 grudnia 1999 roku.